# 1939 (film)
1939 er en svensk dramafilm fra 1989 instrueret af Göran Carmback. Blandt medvirkende kan nævnes Helene Egelund, Helena Bergström og Per Morberg.

## Handling
En ung pige fra landet flytter til Stockholm kort efter 2. verdenskrigs udbrud. Hun får job som servitrice på en restaurant og forelsker sig i direktørens søn. De gifter sig, men ægteskabet holder ikke - hun forlader ham.

## Medvirkende
- Helene Egelund som Annika
- Helena Bergström som Berit
- Per Morberg som Bengt
- Ingvar Hirdwall som Olof
- Anita Ekström som Ella
- Per Oscarsson som Isak
- Anita Wall som Cecilia Hall
- Keve Hjelm som Alfred Hall
- Johan Ulveson som Harald Persson
- Stefan Larsson som Hans Zetterberg
- Tomas von Brömssen som Eriksson
- Heinz Hopf som tysk officer
- Mats Bergman som Rhöse
- Krister Henriksson som Rickard Zetterberg
- Gunilla Larsson som Elin Zetterberg
- Wallis Grahn som tjener der sælger alkohol
- Anders Lönnbro som kok
- Claes Månsson som Axelsson
- Jonas Falk som speaker
- Peter Haber som politiassistent Wirén